# Anne Birkenhauer
Anne Birkenhauer (geb. 10. August 1961 in Essen) ist eine deutsche Übersetzerin aus dem Hebräischen.

## Leben
Anne Birkenhauer wurde 1961 in Essen geboren. 1980 ging sie im Rahmen der Aktion Sühnezeichen Friedensdienste nach Israel und lernte dort Hebräisch. 1983 kehrte sie nach Deutschland zurück und begann ein Studium der Judaistik und Germanistik an der Freien Universität (FU) Berlin. Nach Abschluss ihres Magisterstudiums zog sie nach Jerusalem und arbeitete zunächst als wissenschaftliche Assistentin an der Abteilung für Jüdische Geschichte der dortigen Hebräischen Universität, danach drei Jahre als Dozentin an der Dolmetscherschule der Bar-Ilan-Universität in Ramat Gan. Gleichzeitig begann sie zu übersetzen. Als erste Übersetzung erschienen 1990 Gedichte von Dan Pagis. Birkenhauer hält Vorträge über das Übersetzen hebräischer Literatur und leitet seit 2011 im Rahmen des ViceVersa-Programms des Deutschen Übersetzerfonds die deutsch-hebräische Übersetzerwerkstatt (zusammen mit Gadi Goldberg). Im Wintersemester 2014/2015 war sie August Wilhelm von Schlegel-Gastprofessorin für Poetik der Übersetzung am Peter-Szondi-Institut der FU Berlin. Sie lebt und arbeitet in Israel.
Birkenhauer ist eine Großnichte des Journalisten und KPD-Politikers Erich Birkenhauer (1903–1941). Ihr Vater, der Übersetzer Klaus Birkenhauer (1934–2001), gründete 1978 zusammen mit Elmar Tophoven das Europäische Übersetzer-Kollegium in Straelen. Zu Beginn ihrer Karriere als Übersetzerin benutzte Anne Birkenhauer einmalig das Pseudonym Dina Brauer, nachdem ihr Vater und ihr Großonkel beide unter dem Pseudonym Erich Brauer publiziert hatten.
Birkenhauer ist Mitglied im Verband deutschsprachiger Übersetzer/innen literarischer und wissenschaftlicher Werke (VdÜ).

## Auszeichnungen (Auswahl)
- 2010: Albatros-Literaturpreis, zusammen mit dem Autor David Grossman, für den Roman Eine Frau flieht vor einer Nachricht
- 2011: Jane Scatcherd-Preis für die Übersetzung von Eine Frau flieht vor einer Nachricht
- 2014/2015 (Wintersemester) August-Wilhelm-Schlegel-Gastprofessur an der FU Berlin, Peter-Szondi-Institut, durch den Deutschen Übersetzerfonds
- 2015: Johann-Heinrich-Voß-Preis für Übersetzung „für ihre vielfältigen Übertragungen aus dem Hebräischen“
- 2016: Paul-Celan-Preis für das Gesamtwerk, unter besonderer Würdigung ihrer Übersetzung des Romans Kommt ein Pferd in die Bar von David Grossman[4]
- 2018: Deutsch-Hebräischer Übersetzerpreis für ihre Übertragung von David Grossmans Roman Kommt ein Pferd in die Bar (zusammen mit Nili Mirsky als Übersetzerin ins Hebräische)[5]
- 2018: Verdienstorden der Bundesrepublik Deutschland[6]
- 2025: Coburger Rückert-Preis[7]

## Übersetzte Autoren (Auswahl)
Jehuda Amichai, Aharon Appelfeld, Chaim Be’er, Daniella Carmi, David Grossman, Ilana Hammerman, Jehoschua Kenaz, Otto Dov Kulka, Eshkol Nevo, Dan Pagis, Gershon Shaked, Sara Shilo, Aryeh Sivan, Moshe Zemer; außerdem Bearbeitungen sowie Übersetzungen von und in Anthologien.